# Palm Royale
Palm Royale è una serie televisiva statunitense e canadese ideata da Abe Sylvia e distribuita da Apple TV+.

## Personaggi e interpreti

### Principali
- Maxine Dellacorte-Simmons, interpretata da Kristen Wiig, doppiata da Francesca Fiorentini.
- Robert Diaz, interpretato da Ricky Martin, doppiato da Gabriele Sabatini.
- Douglas Darby Dellacorte-Simmons, interpretato da Josh Lucas, doppiato da Stefano Benassi.
- Dinah Donohue, interpretata da Leslie Bibb, doppiata da Eleonora De Angelis.
- Virginia, interpretata da Amber Chardae Robinson, doppiata da Monica Bertolotti.
- Linda Shaw / Penelope Rollins, interpretata da Laura Dern, doppiata da Alessandra Korompay.
- Evelyn Rollins, interpretata da Allison Janney, doppiata da Emanuela Rossi.
- Norma Dellacorte, interpretata da Carol Burnett, doppiata da Melina Martello.

### Ricorrenti
- Skeet Rollins, interpretato da Bruce Dern
- Mary Meredith Jones Davidsoul, interpretata da Julia Duffy, doppiata da Antonella Giannini
- Mitzi, interpretata da Kaia Gerber
- Raquel Kimberly-Marco, interpretata da Claudia Ferri, doppiata da Tiziana Avarista
- Perry Donohue, interpretato da Jordan Bridges
- Grayman, interpretato da Dominic Burgess, doppiato da Alessandro Budroni
- Eddie, interpretato da Jason Canela, doppiato da Alberto Franco
- Manager di Palm Royale, interpretato da James Urbaniak
- Ann Holiday, interpretata da Mindy Cohn, doppiata da Francesca Guadagno
- Principe del Lussemburgo / Reginald Baggins, interpretato da Ben Palacios
- Principessa Stephanie del Lussemburgo, interpretata da Aqueela Zoll
- Sylvia, interpretata da Crosby Fitzgerald
- Rita, interpretata da Bellina Logan
- Benny Barnhill, interpretato da Wesley Mann
- Tom Sanka, interpretato da Rick Cosnett
- Pinky, interpretato da Roberto Sanchez
- Grant Herkimer, interpretato da Avi Rohtman
- Chester, interpretato da Michael Hitchcock
- Agente Stevens, interpretato da Adam J. Harrington
- Agente Clune, interpretato da Richard Whiten
- Dottor Prescott, interpretato da Albert Malafronte

## Produzione
Nel febbraio 2022 è stato annunciato che Apple TV+ aveva dato il via libera alla produzione della serie, inizialmente intitolata Mrs. American Pie, diretta da Tate Taylor e ideata da Abe Sylvia. Inoltre, è stato anche annunciato che Kristen Wiig sarebbe stata l'attrice protagonista e produttrice esecutiva insieme a Laura Dern. Nel maggio dello stesso anno, Allison Janney, Leslie Bibb, Ricky Martin e Josh Lucas si sono aggiunti al cast. Le riprese sono iniziate lo stesso mese. Nell'aprile 2023 la serie è stata rinominata Palm Royale, mentre il 6 giugno 2024 è stata rinnovata per una seconda stagione.

## Accoglienza
Sull'aggregatore di recensioni Rotten Tomatoes registra un indice di gradimento del 57%, con un voto medio di 5,90 su 10 basato su 67 recensioni. Su Metacritic ha una valutazione di 57 su 100 basato su 31 recensioni.

## Riconoscimenti
- Premio Emmy
  - 2024 - Candidatura alla miglior serie commedia
  - 2024 - Candidatura alla miglior attrice protagonista in una serie commedia a Kristen Wiig
  - 2024 - Candidatura alla miglior attrice non protagonista in una serie commedia a Carol Burnett
  - 2024 - Candidatura al miglior design di una sigla a Jeff Toyne
  - 2024 - Candidatura ai migliori costumi per una serie in costume a Alix Friedberg, Carolyn Dessert, Leigh Bell, Lindsay Newton, Valerie Keiser
  - 2024 - Candidatura alla miglior scenografia per una serie in costume o fantasy (un'ora o più) a Jon Carlos, Mark Robert Taylor, Amelia Brooke, Ellen Reede
  - 2024 - Candidatura al miglior trucco per una serie in costume o fantasy (non prostetico) a Tricia Sawyer, Marissa Lafayette, Ken Niederbaumer, Marie Del Prete, Simone Siegl, Marja Webster
  - 2024 - Candidatura al miglior design di una sigla a Ronnie Koff, Rob Slychuk, Nader Husseini, Lexi Gunvaldson
  - 2024 - Candidatura alla miglior acconciatura in una serie in costume o fantasy/sci-fi a Karen Bartek, Brittany Madrigal, Cyndra Dunn, Tiffany Bloom, Fríða Aradóttir, Jill Crosby
  - 2024 - Candidatura alla miglior coreografia per un programma con script a Brooke Lipton
  - 2024 - Candidatura alla miglior composizione musicale a Jeff Toyne